# Considius
Considius (weibliche Form Considia) war der Gentilname einer plebejischen Familie des Römischen Reichs, der gens Considia. Abgesehen von einem wohl unhistorischen Volkstribun des 5. Jahrhunderts v. Chr. ist die Familie erst seit dem 1. Jahrhundert v. Chr. bezeugt. Ihre Vertreter erreichten als höchstes Amt des cursus honorum die Prätur.
Bedeutende Mitglieder der Familie waren:

## Republikanische Zeit
- Quintus Considius (Volkstribun), soll 476 v. Chr. Volkstribun gewesen sein, Historizität aber zweifelhaft
- Considius (Pächter), Staatspächter, in einem Prozess vom Redner Lucius Licinius Crassus verteidigt
- Lucius Considius, war 83 v. Chr. mit Sextus Saltius Duumvir einer Colonia in Capua
- Quintus Considius (Richter), war 74 v. Chr. Richter im Prozess gegen den römischen Ritter Statius Albius Oppianicus, 59 v. Chr. Kritiker Gaius Iulius Caesars
- Publius Considius, diente als Soldat unter Lucius Cornelius Sulla Felix, Marcus Licinius Crassus und schließlich unter Gaius Iulius Caesar während dessen Gallischem Krieg
- Gaius Considius Longus († 46 v. Chr.), vor 54 v. Chr. Prätor, Pompeianer, wurde nach Caesars Sieg bei Thapsus auf der Flucht ermordet
- Marcus Considius Nonianus, Prätor Ende der 50er Jahre v. Chr., im römischen Bürgerkrieg Pompeianer
- Gaius Considius Paetus, Sohn des Gaius Considius Longus, 46 v. Chr. von Caesar begnadigt
- Quintus Considius Gallus, 44 v. Chr. einer der Erben des Quintus Turius

## Kaiserzeit
- Considius Aequus, römischer Ritter, wurde 21 n. Chr. wegen falscher Anklage vom Senat bestraft
- Considius (Ankläger), klagte 31 n. Chr. Publius Pomponius Secundus wegen Majestätsverletzung an
- Considius Proculus, wurde 33 n. Chr. wegen Majestätsbeleidigung hingerichtet
- Considia Sancia, Schwester des Considius Proculus, 33 n. Chr. verbannt